# كارل بيكر (لغوي)
كارل بيكر (بالألمانية: Karl Ferdinand Becker)‏ (و. 1775 – 1849 م) هو لغوي، وطبيب ألماني، توفي في أوفنباخ أم ماين، عن عمر يناهز 74 عاماً.

## التعليم
تعلم في جامعة غوتينغن
.